# Tripailaf
Tripailaf, también llamado Tripailao o Ramón Tripaylaf, fue uno de los últimos caciques ranqueles en enfrentar al gobierno de la Argentina, en sus refugios en la Pampa seca. Sin embargo, durante años fue uno de los «indios amigos», cuyos guerreros servían como «auxiliares» del Ejército Argentino. En tal carácter participó en la Conquista del Desierto de 1879.

## Biografía
Era hijo de un cacique menor llamado Huayquilef y de una cautiva blanca, Ignacia del Moral, presuntamente secuestrada durante el gran malón sobre Salto (Buenos Aires) de fines de 1820. Tripailaf nació hacia el año 1829, y cuando llegó a ser adulto era de un físico imponente, de carácter muy duro y un gran guerrero. Su primera aparición en los registros militares data del año 1862, en que estuvo a órdenes de otro cacique menor, Llanquelén.
Sin embargo, relatos posteriores afirman que se unió a la gente con la que Ignacio Coliqueo huyó de la Pampa Central para refugiarse junto a los blancos en Los Toldos y, al parecer, no lo hizo voluntariamente sino obligado por el comandante militar del fuerte de Bragado. Se instaló a pocas cuadras de las casas de Coliqueo, quien le dio el empleo y uniforme de oficial del Ejército. En 1865 hizo una visita oficial al presidente Bartolomé Mitre. En 1868, sin embargo, sintiéndose estafado en el reparto de tierras de la zona de Los Toldos, reclamó al jefe de la frontera y al propio presidente Mitre que le dieran otro destino; por esas fechas estallaba la Guerra del Paraguay, por lo que difícilmente Mitre haya decidido nada. Pero fue enviado a instalarse junto a la laguna La Verde, en el Partido de Veinticinco de Mayo, junto con el cacique Raninqueo, y ambos con el grado de sargentos mayores.
En 1870, el comandante de Bahía Blanca causó severos daños al cacique Cañumil, incluyendo la muerte de varios hombres de lanza y parientes. En respuesta, el cacique general de los pampas, Calfucurá, inició una seguidilla de malones sobre las fronteras. Mientras tanto, los caciques Manuel Grande y Chipitruz pidieron asilo en La Verde, pero en lugar de ello fueron arrestados con sus guerreros y familias. Pocos días antes de la batalla de San Carlos de Bolívar, Calfucurá incorporó a sus huestes a Triapailaf –que estaba indignado por el trato recibido por los indios en todos lados– y los de Raninqueo, a quien llevó arrestado.
Durante la revolución de 1874, Tripailaf y Manuel Grande, que había recuperado la libertad, fueron enviados a La Verde. Unos días más tarde, en ese mismo lugar, el coronel Inocencio Arias liquidó en un solo combate la revolución y el futuro político del expresidente Mitre. Pero Tripailaf y Manuel Arias no aparecen en los partes militares, lo cual resulta inexplicable.
En 1875, con la excusa de la reorganización del Ejército, éste cortó todos los suministros de los «indios amigos», algunos de los cuales siguieron prestando servicios a su propia costa –como la división de Tripailaf, que llegó a pasar mucha hambre, lo que a su vez los debilitó frente a la viruela, que mató a muchos de ellos. Algunos de los indígenas habían sido arrestados, y en general eran usados como mano de obra gratuita, como un nieto de Manuel Grande, que su padre describía como esclavo del general Martín de Gainza.
En 1875, sabiendo que se estaba por adelantar la frontera hasta la zanja de Alsina, la casi totalidad de los indígenas organizaron un malón general contra los blancos, dirigido por Manuel Namuncurá. Uno de los únicos que se resistió fue Tripailaf, que luchó encarnizadamente contra Pincén, quien personalmente mató a uno de sus hijos; cuando mandó a sus hombres a pedir ayuda al fuerte General Paz, ubicado cerca de allí, los soldados abrieron fuego contra los indios «amigos». Como resultado, terminó por incorporarse a la gran coalición de tribus en el Malón Grande. El mismo fue bastante notable, pero no obtuvo los resultados esperados. De resultas de lo cual, Tripailaf y Manuel Grande se entregaron en Carhué en 1877, y pidieron volver a ser incorporados como auxiliares, explicando el absurdo ataque del que habían sido objeto por parte de las tropas del fuerte General Paz; fueron admitidos. Los hombres de Tripailaf eran en total cincuenta, y se los llamó Escuadrón Auxiliares del Desierto, con raciones, sueldos, uniformes y grados militares. Tripailaf figuraba como sargento mayor.
Formó parte de las campañas previas al gran avance programado por el ministro Julio Argentino Roca, y en 1879 formó también a órdenes del general Nicolás Levalle en la campaña hasta el río Negro. En 1882 formaron parte de las operaciones de retaguardia y de la fundación de la ciudad de General Acha, primera capital del Territorio Nacional de La Pampa, donde fueron obligados a afincarse. De los campos de La Verde, que supuestamente eran de su propiedad, nadie en el gobierno volvió a acordarse. En 1900 se fundó la Colonia Pastoril San José, para los indígenas de Ramón Tripailaf y Manuel Pichihuinca, de lo que se deduce que aún vivía, pero se ignora la fecha y lugar de su fallecimiento.